# طيارة من ورق (فلم)
طيارة من ورق هو فيلم لبناني درامي من إنتاج عام 2003 للمخرجة اللبنانية رندة الشهال. وقد شارك الفيلم في مهرجان البندقية السينمائي وقد حاز على جائزة لجنة التحكيم إضافة إلى عدد من الجوائز الأخرى في عدد من المهرجانات العالمية. يعتبر هذا الفيلم آخر فيلم طويل للمخرجة قبل وفاتها صيف عام 2008.

## محور القصة
تدور أحداث الفيلم في قرية (دير ميماس) الدرزية في الجنوب اللبناني على الحدود مع الحزام الأمني المحتل من قبل إسرائيل، حيث تعيش لميا وعائلتها. بالقرب من الشريط الشائك الذي يقسم القرية، يلهو الأطفال وفي هذه المنطقة أيضاً تلهو لميا بطائرتها الورقية متأملة القرية المقابلة الممنوعة. تقرر عائلة لميا تزويجها من الشاب سامي من القرية المقابلة في شمال إسرائيل بدون موافقتها. يقوم أهل القريتين بالاتصال بواسطة مكبرات الصوت على مسافات بعيدة حيث يتناقلون أخبار الزفاف والعروس.
بسبب الزفاف تقوم لميا بعدة رحلات ذهاباً وإياباً عابرة الشريط الشاۧئك المزروع بالألغام والمراقب من الجنود الإسرائيليين من اليهود والدروز حيث يلفت نظر العروس جندي شاب.

## الطاقم التمثيلي
- فلافيا بشارة بدور لميا
- رنده أسمر بدور أميرة
- جوليا قصار بدور جميلة
- زياد رحباني بدور زياد
- رينيه ديك بدور مبروكة
- ماهر بسيبس بدور يوسف.

## تقديرات وجوائز
- جائزة لجنة التحكيم في مهرجان البندقية السينمائي، إيطاليا 2003.[1]
- جائزة الأسد الفضي في مهرجان البندقية السينمائي، إيطاليا 2003.[2]
- جائزة السلام في مهرجان البندقية السينمائي، إيطاليا 2003.[2]
- جائزة المصباح السحري في مهرجان البندقية السينمائي، إيطاليا 2003.[2]
- جائزة TV5 خلال مهرجان مونس السينمائي، بلجيكا 2004.[1]

## وصلات خارجية
- مقالات تستعمل روابط فنية بلا صلة مع ويكي بيانات

.
- صفحة الفيلم في الموقع الرسمي للمخرجة شهّال.
- شريط دعائي للفيلم على يوتيوب.